# Just Above My Head

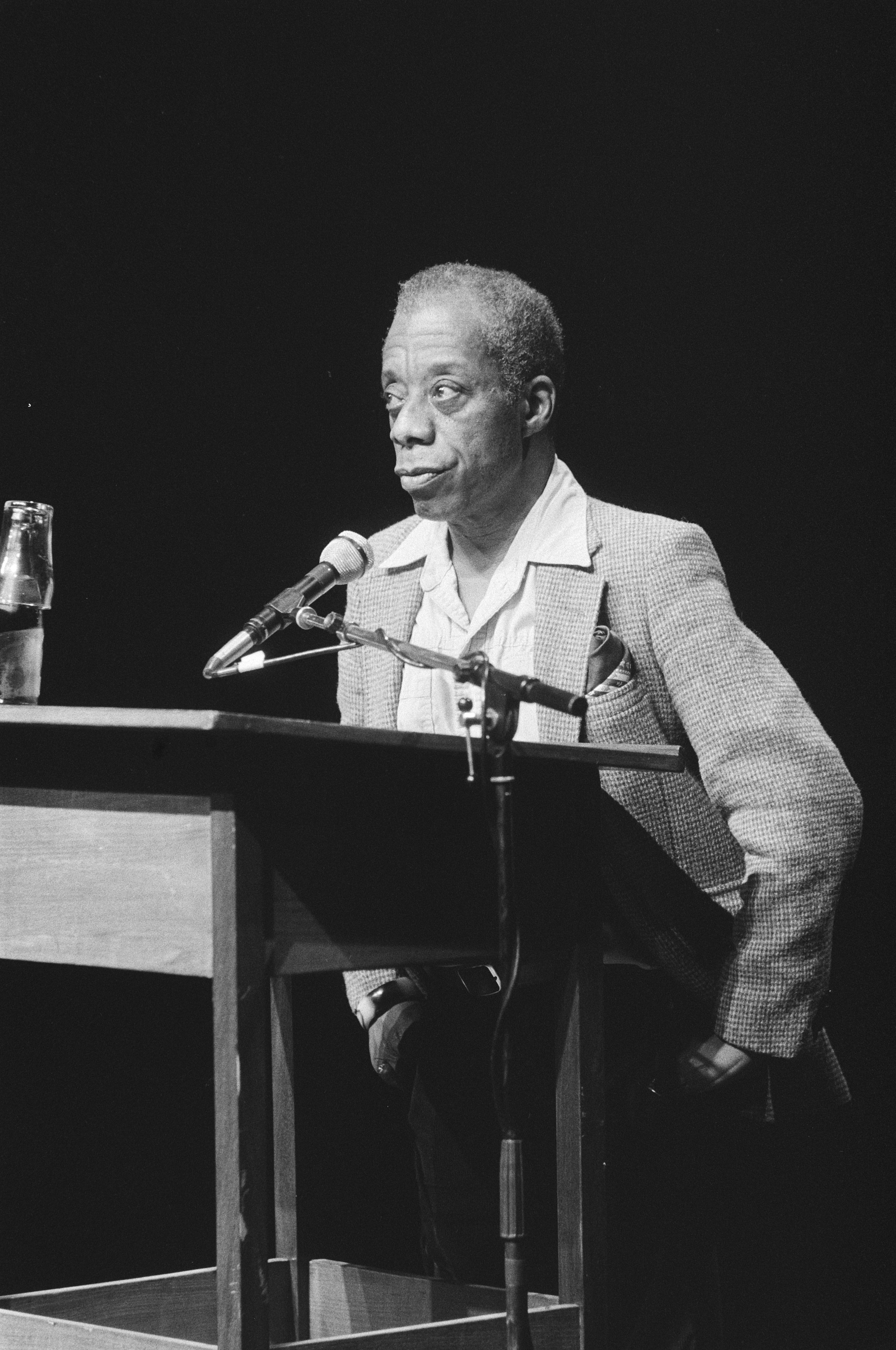
James Baldwin

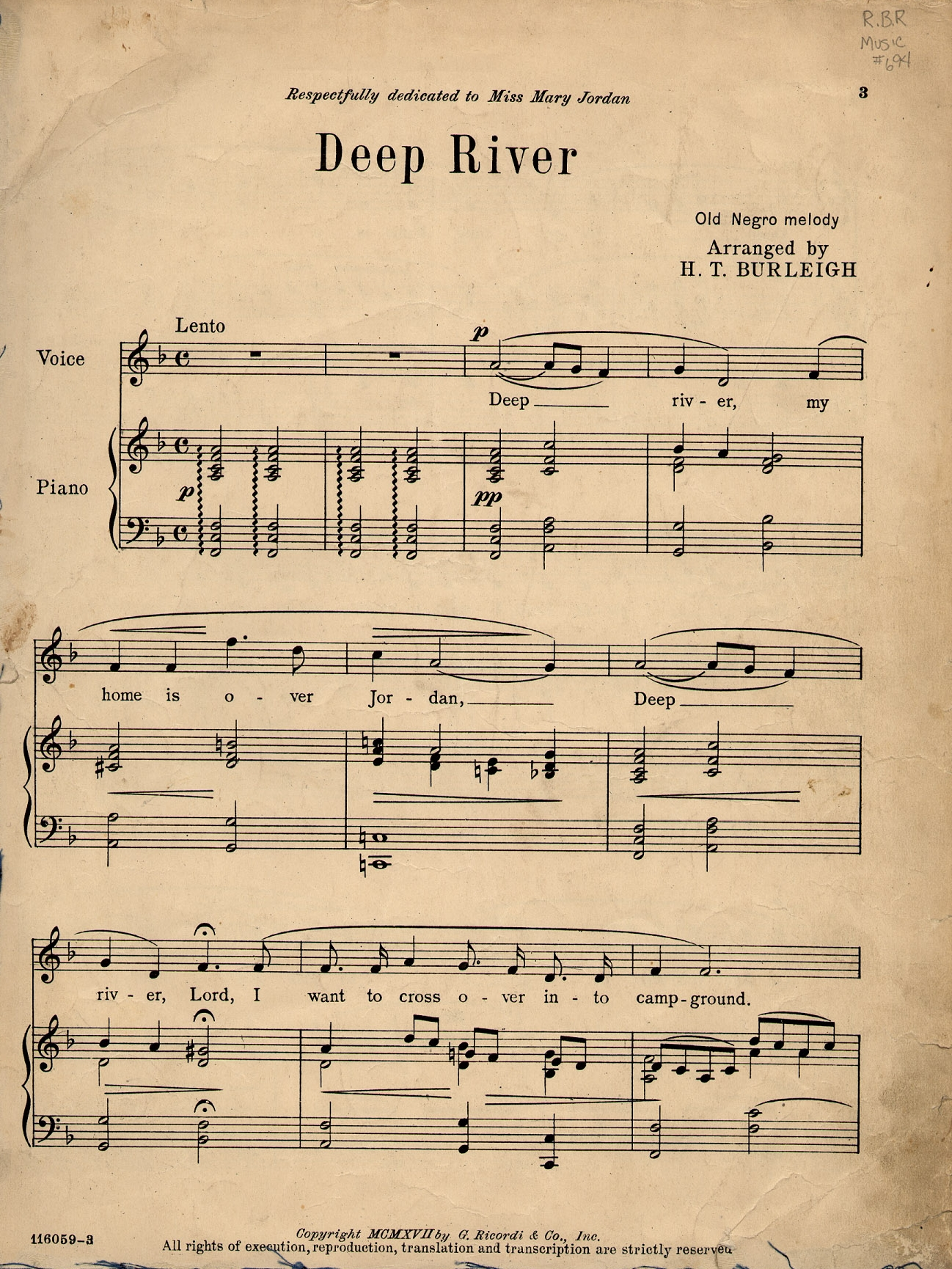
Deep River. Arrangement von Harry Burleigh, 1917

Just Above My Head (deutscher Titel: Zum Greifen nah) ist der sechste und letzte Roman des US-amerikanischen Schriftstellers James Baldwin. Baldwin schrieb den Roman in Saint-Paul-de-Vence, im September 1979 erschien er bei The Dial Press in New York.

## Inhalt
Ich-Erzähler Hall Montana, ein Mann Ende 40, lebt mit seiner Frau Ruth und ihren beiden Kindern in der Bronx. Nach dem plötzlichen Tod seines jüngeren Bruders Arthur war er zwei Jahre lang unfähig gewesen, über diesen Verlust zu sprechen. Arthur war mit 39 Jahren auf der Herrentoilette einer Londoner Bar an einer schweren Blutung verstorben. Zwei Jahre später, im Rückblick auf das Leben des Bruders und des Familien- und Freundeskreises redet sich Hall seine Verzweiflung und Trauer von der Seele.
Als Teenager hatte Arthur zusammen mit seinen Freunden Peanut, Crunch und Red im Gospelquartett „Trumpets of Zion“ in den Kirchen Harlems gesungen und gepredigt. Doch von Arthurs drei Freunden wurde einer ermordet, einer geisteskrank, und der Dritte drogensüchtig. Arthur Montana erreichte als „Emperor of Soul“ Weltruhm. Hall arbeitete als Arthurs Manager und Betreuer, doch der Ruhm des Soulkaisers hielt offenbar nicht lange an, Baldwin geht hier nicht ins Detail. Die Presse meldet kurz den Tod einer „fast vergessenen Neger-Heulboje“.
Mit seinem musikalischen Begleiter auf der Bühne, Jimmy Miller, verbindet Arthur eine fünfzehn Jahre dauernde Liebesbeziehung. Jimmys Schwester Julia war Halls große Kindheitsliebe. Als Kind angeblich „vom heiligen Geist berufen“, in Wahrheit aber von ihrem Vater manipuliert und vergewaltigt, begeistern ihre naiv-frommen Predigten die Gemeinde. Häufig begleiten Arthur und die „Trumpets of Zion“ die Auftritte der aufgeputzten Kleinen. Julia löst sich später aus der Beziehung zu ihrem Vater, arbeitet als Prostituierte und Model. Hall stellt sie als fröhliche und liebenswerte Matrone dar, die im nahen Yonkers lebt und sich besonders mit seinen Kindern gut versteht.
Die Geschichte um die afroamerikanischen Familien Montana und Miller spielt vor dem Hintergrund des bitterarmen schwarzen Ghettos, von Rassenhass, der Bürgerrechtsbewegung und des Koreakriegs der 1940er bis 1960er Jahre. Baldwins Sprache ist hoch emotional, sie imitiert den leidenschaftlichen Predigt- und Gebetsstil der afroamerikanischen Kirchen. Wie eine Predigt unmittelbar in den Gesang eines Spirituals oder Gospellieds übergehen kann, webt Baldwin Liederzeilen in seinen Text ein, nutzt dramatische Pausen, wiederholt Worte und Satzteile manchmal bis hin zum Stakkato des Scat-Gesangs.

„Jesus is all this world to me motherfucker hold on this little light of mine oo-ba oo-ba shit man oo-ba oo-ba if I don't get my money hal-ay-lyu-yah!“

„He dared to look into Crunch's eyes. Crunch's eyes were wet and deep deep like a river, and Arthur found that he was smiling peace like a river.“

„Er wagte einen Blick in Crunchs Augen. Crunchs Augen waren feucht und tief deep like a river, und Arthur fand dass er lächelte, peace like a river.“

## Rezeption
- Im New York Times Book Review vom 23. September 1979 beurteilte John Romano Just Above My Head als „eng und zahm“ und bloß auf das Privatleben der Romanfiguren beschränkt. Baldwin habe „wieder einen seiner warmen, melancholischen, grundsätzlich liebenswerten Romane geschrieben“, dessen „taubtrübe nostalgische“ Stimmung die literarischen Möglichkeiten des Generationenromans nicht ausschöpfe. Äußere Ereignisse schienen Baldwin als Romanschreiber nicht groß zu bekümmern. Bei der Beschreibung eines rassistischen Angriffs der Polizei auf die Gospelgruppe in Atlanta hätte er sich von dem Essayisten Baldwin, dem Verfasser des Aufsatzes „The Fire Next Time“ deutlichere Worte erwartet als der Roman biete.[5]

- Edmund White schrieb am gleichen Tag in The Washington Post, Baldwin könne wie vor ihm nur Charles Dickens „Zusammenhalt, Unschuld und Glücklichsein, vor allem Familienglück“ ausdrücken. Baldwins Feingefühl als Schriftsteller und „Diplomat der Gefühle“ sieht er in der Figur des Arthur Montana umgesetzt, der als Schwarzer und Schwuler sympathisch und als reife Persönlichkeit dargestellt ist. Schon für weiße Schriftsteller sei es herausfordernd, eine schwule Romanfigur im vollen realistischen Detail auszuarbeiten; dies gelte weit mehr noch für die Darstellung männlicher Homosexualität innerhalb der Schwarzen Community. Im Kampf um ihre Bürgerrechte sei die betonte Zurschaustellung von Männlichkeit („the idea of machismo“) geradezu Vorbedingung für Eigenständigkeit, Selbstachtung und familiäre Ehrbarkeit. Indem Baldwin dem schwulen Schwarzen mit Erfolg einen Platz in der Schwarzen Community verschafft habe, zeige er dass die Lesben- und Schwulenbewegung nicht im Widerspruch zur Bürgerrechtsbewegung stehe, sondern dass man vereint vorgehen könne.[6] White hält die Szenen, in denen Arthur und sein Freund Crunch als Teenager ihre Zuneigung füreinander entdecken, für die „am besten geschriebenen Passagen des Buchs – still, konzentriert, makellos ausführlich.“ Als Erwachsener hat Arthur noch zwei weitere Liebesbeziehungen, nämlich zu einem Weißen in Paris und zu Julias jüngerem Bruder Jimmy. Dem Paar Arthur – Jimmy stellt Baldwin die Beziehung zwischen Hall und Julia als Parallele zur Seite, als „doppelte Verbindung von Familienliebe und erotischer Liebe“. Schließlich sprechen die Leser auf die individuellen Gefühle und Erfahrungen der Personen an, egal auf welchen Partner sie sich beziehen.[6] Baldwin habe seinen Leserinnen und Lesern eine „umfassende und nachvollziehbare Studie zu Rasse und Sexualität“ vorgelegt und gleichzeitig einige Wege aufgezeigt, wie „eine an der Hautfarbe orientierte Politik den Umgang mit Liebe prägen könne.“[6]

- 2015 veröffentlichte Christopher Hobson eine ausführliche Werkanalyse zu „Prophezeiung und Zweifel in Just Above My Head“. Baldwin spreche in seinem Roman ein ganz grundsätzliches Problem an, nämlich die Wahl zwischen Hoffnung und Skepsis, oder, in der Sprache apokalyptischer Bibeltexte und Gospellieder: zwischen Prophezeiung und Zweifel. Im Mittelpunkt seiner prophetischen Kunst stehe die Vorwegnahme einer veränderten Welt oder erneuerten Gesellschaft. Baldwin feiere diese Vision im Leben und in der Musik Arthur Montanas, des Gospelsängers, der in einer Schlüsselszene davon singe wie „das Reich dieser Welt niedergerissen wird“. Gleichzeitig stelle Baldwin ebendiese Ideen durch den Verlauf der Handlung schonungslos in Frage: Die Karriere des Sängers scheitert und er stirbt viel zu früh. Die skeptisch-tragische, vom Blues geprägte Haltung des Erzählers Hall Montana richte sich gegen die apokalyptische Prophezeiung einer neuen Welt. Das literarische Verdienst des Romans bestehe darin, dass er den Ideenkonflikt eben nicht auflöse. Auf dem Höhepunkt der Bürgerrechtsbewegung Ende der 1970er Jahre beschreibe Baldwin letztlich utopische Hoffnung und realistische Zweifel als mögliche alternative Lebensstandpunkte, ohne sich selbst klar für eine Seite auszusprechen. Indem Baldwin in einem konsequent doppelstimmigen Roman gegensätzliche Positionen und Ansichten aufbringe, dabei seine eigenen künstlerischen und sozialen Grundsätze hinterfrage und letztlich die fundamentale Frage aufwerfe, ob man die Hoffnung auf gesellschaftliche Veränderung aufgeben oder wachhalten solle, zeige der Roman Baldwin auf dem Höhepunkt seiner schriftstellerischen und intellektuellen Meisterschaft.[7]

## Ausgaben
- Erstausgabe: Just Above My Head. The Dial Press, New York, 1979.
- James Baldwin: Just Above My Head. Penguin Twentieth Century Classics, 1994, ISBN 978-0-14-018799-1.
- James Baldwin. Later Novels: Tell Me How Long the Train’s Been Gone – If Beale Street Could Talk – Just Above My Head. In: Darryl Pinckney (Hrsg.): Library of America. Nr. 272, 2015, ISBN 978-1-59853-454-2.
- Deutsch: Zum Greifen nah, dt. von Nils Thomas Lindquist, Rowohlt, Reinbek 1981, ISBN 978-3-498-00468-2